# Syhra
Syhra ist ein Ortsteil der Stadt Geithain im Landkreis Leipzig (Freistaat Sachsen). Gemeinsam mit dem 1935 eingemeindeten Nachbarort Theusdorf gehört Syhra seit 1994 zu Geithain.

## Geografie
Syhra und Theusdorf liegen im Kohrener Land zwischen Kohren-Sahlis im Südwesten und Geithain im Nordosten. Durch die Orte fließt der Ossabach. In Syhra gibt es derzeit noch 2 Teiche, den Bartelteich, durch den das Wasser eines kleinen Baches aus einem östlich gelegenem Wald mit ehemaliger Obstplantage fließt, und den Schäfereiteich, auch den „Mitelsten“ genannt.

## Geschichte

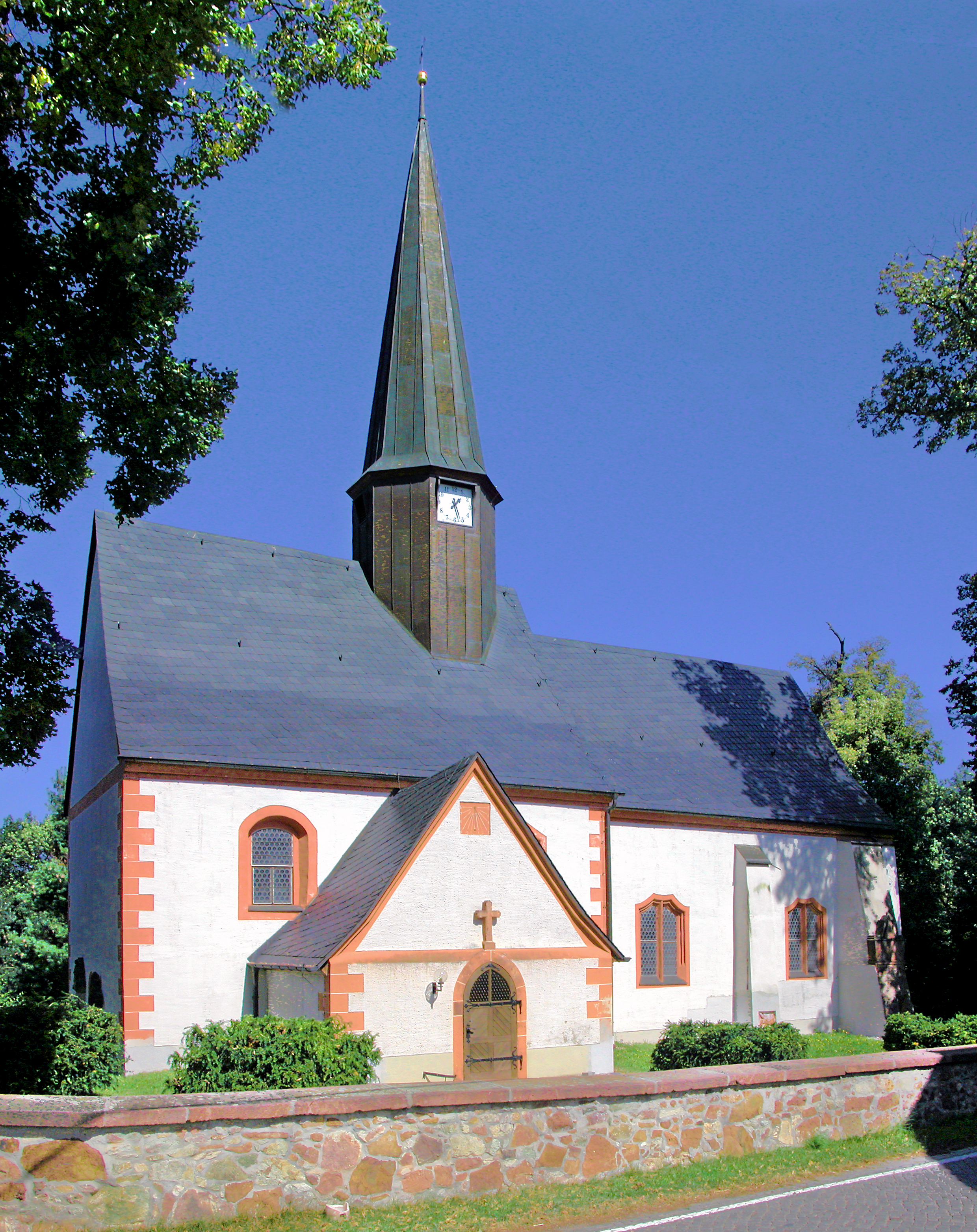
Dorfkirche Syhra

Syhra am Ossabach wurde erstmals im Jahr 1308 als „Sirowe“ genannt. Spätere Ortsnamen waren „Sirau“ und „Siritz“. Auf Geheiß des sächsischen Herzogs Georg des Bärtigen erhielt Syhra im Jahr 1484 seinen heutigen Namen, der eine Ableitung des Worts „Syrzje“ mit der Bedeutung „Fluss, See oder Sumpf“ ist. Dies deutet auf die Beschaffenheit des Orts im Tal des Ossabachs (im Volksmund „Katze“ genannt) hin.
Westlich von Syhra in Fließrichtung des Ossabachs waren die Orte Theusdorf (1350 als „Tufelsdorf“ erwähnt) und Eckersberg (1208 als „Eggehardesberc“ genannt) entstanden. Letzteres wurde 1452 durch Hussiten zerstört. Die Wüstung gehörte seitdem zu Theusdorf und war um 1694 als Vorwerk erwähnt, dessen Gerichtsbarkeit anteilig zu den Rittergütern Sahlis und Syhra gehörte.
977 wurde Syhra als königlicher Hof erwähnt, gehörte zum Bistum Merseburg, unterstand den Burggrafen von Leisnig, dann bis 1460 den von Allmissendorf, bis 1460 Heinrich von Einsiedel auf Burg Gnandstein das Gut kaufte. Die Gerichtsbarkeit über Syhra und Theusdorf lag beim Rittergut Gnandstein. Dessen Besitzer hatten 1580 auch das Kirchenpatronat über Syhra inne. Um 1620 wurde das heutige Schloss als zweigeschossiger Bau mit rundem Treppenturm und Zeltdach errichtet und im 18. Jahrhundert mit einem Krüppelwalmdach versehen. Syhra wird 1696 als eigenes Rittergut genannt, später auch verbunden mit dem Vorwerk in Niedergräfenhain. 1945 wurde Joachim-Hans von Einsiedel (1901–1989) enteignet. Dessen Sohn Horst-Alexander von Einsiedel (geb. 1942) kaufte 1995 Teile des Gutes zurück. Das Schloss gehört der Gemeinde, die den Spätrenaissancebau leer stehen und verfallen lässt, während das Torhaus der verwahrlosten Gutsanlage von außen saniert wurde.
Syhra und Theusdorf mit Eckersberg lagen bis 1856 im kursächsischen bzw. königlich-sächsischen Amt Borna. Ab 1856 gehörten sie zum Gerichtsamt Geithain und ab 1875 zur Amtshauptmannschaft Borna. Am 1. April 1935 wurde Theusdorf mit Eckersberg nach Syhra eingemeindet. 1948 erfolgte die Umgliederung von Eckersberg nach Kohren-Sahlis. Bei der zweiten Kreisreform der DDR im Jahr 1952 wurde Syhra mit seinem Ortsteil Theusdorf dem Kreis Geithain im Bezirk Leipzig zugeordnet, der 1994 im Landkreis Leipziger Land aufging.
Am 19. Oktober 1966 verunglückten nahe Syhra auf einem freien Feld zwei sowjetische Kampfpiloten, nachdem sie zu spät den Schleudersitz  betätigt hatten, woran ein 1967 am Ortsrand errichtetes Denkmal erinnert.
Die Eingemeindung von Syhra und Theusdorf nach Geithain erfolgte am 1. März 1994.

### Rittergut und Schloss Syhra
977 wurde Syhra als königlicher Hof erwähnt, gehörte zum Bistum Merseburg, unterstand den Burggrafen von Leisnig, dann bis 1460 den von Allmissendorf, bis 1460 Heinrich von Einsiedel auf Burg Gnandstein das Gut kaufte. Die Anlage war ursprünglich eine mittelalterliche Wasserburg. (abgegangene Wasserburg in Sachsen)
Die Gerichtsbarkeit über Syhra und Theusdorf lag beim Rittergut Gnandstein. Dessen Besitzer hatten 1580 auch das Kirchenpatronat über Syhra inne. Das frühere Herrenhaus könnte noch unter Abraham von Einsiedel Ende des 16. Jahrhunderts erbaut worden sein. Möglicherweise ist das heutige Schloss aber erst für Innocenz von Einsiedel um 1620 errichtet worden als zweigeschossiger Renaissance-Bau mit rundem Treppenturm und Zeltdach. Im 18. Jahrhundert wurde es mit einem Krüppelwalmdach versehen.
Syhra wird 1696 als eigenes Rittergut genannt, später auch verbunden mit dem Vorwerk in Niedergräfenhain. 1945 wurde Graf Joachim-Hans von Einsiedel (1901–1989), Kammerherr des Prinzen Friedrich Christian von Sachsen (1893–1968), enteignet. Dessen ältester Sohn Graf Horst-Alexander von Einsiedel (geb. 1942) kaufte 1995 Teile des Gutes zurück. Das Schloss steht heute leer und verfällt, doch das Torhaus des Rittergutes wurde von außen saniert.

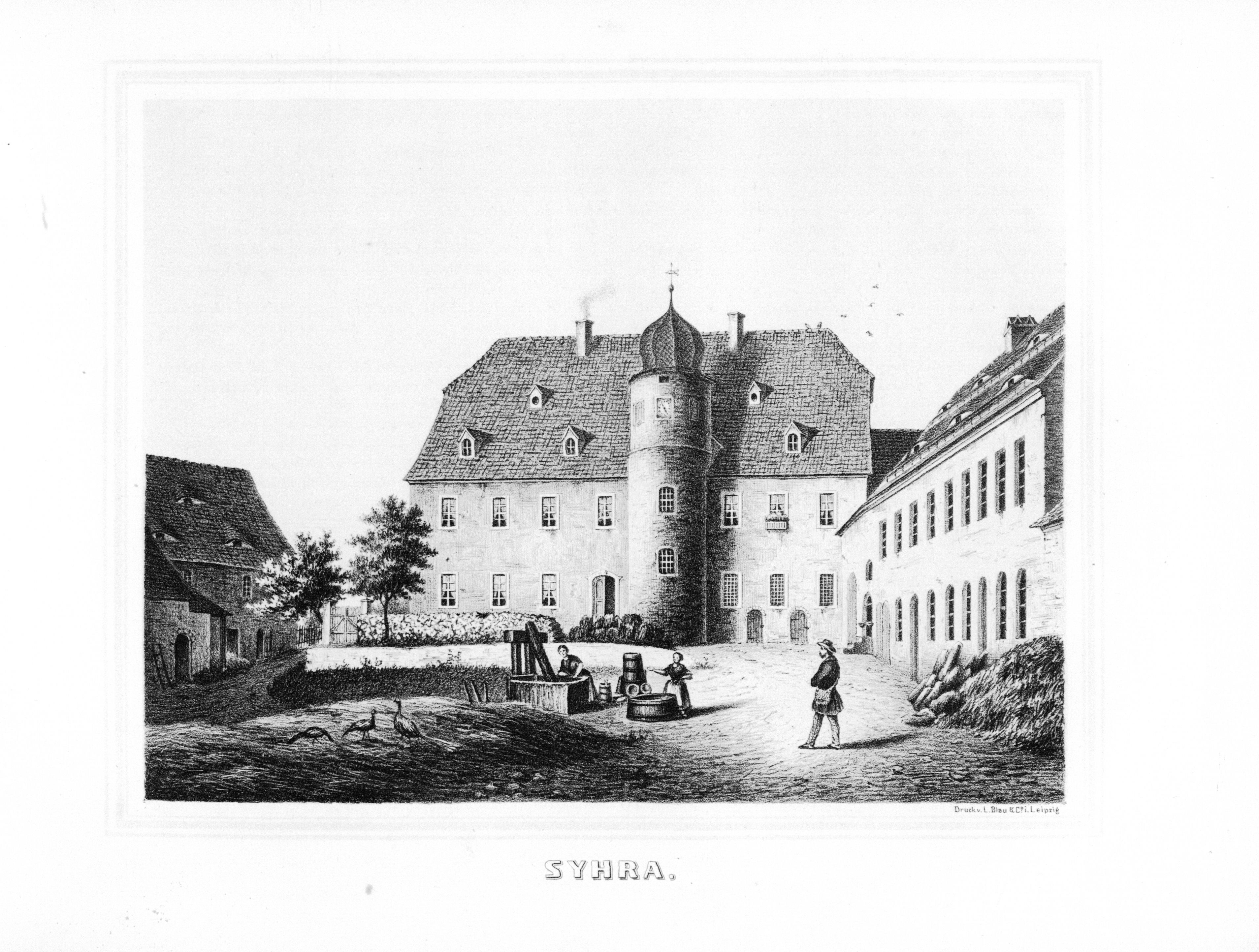
Schloss Syhra, spätestens 1860 (Album der Schlösser und Rittergüter in Sachsen, F. Heise; G. A. Poenicke (Hrsg.))
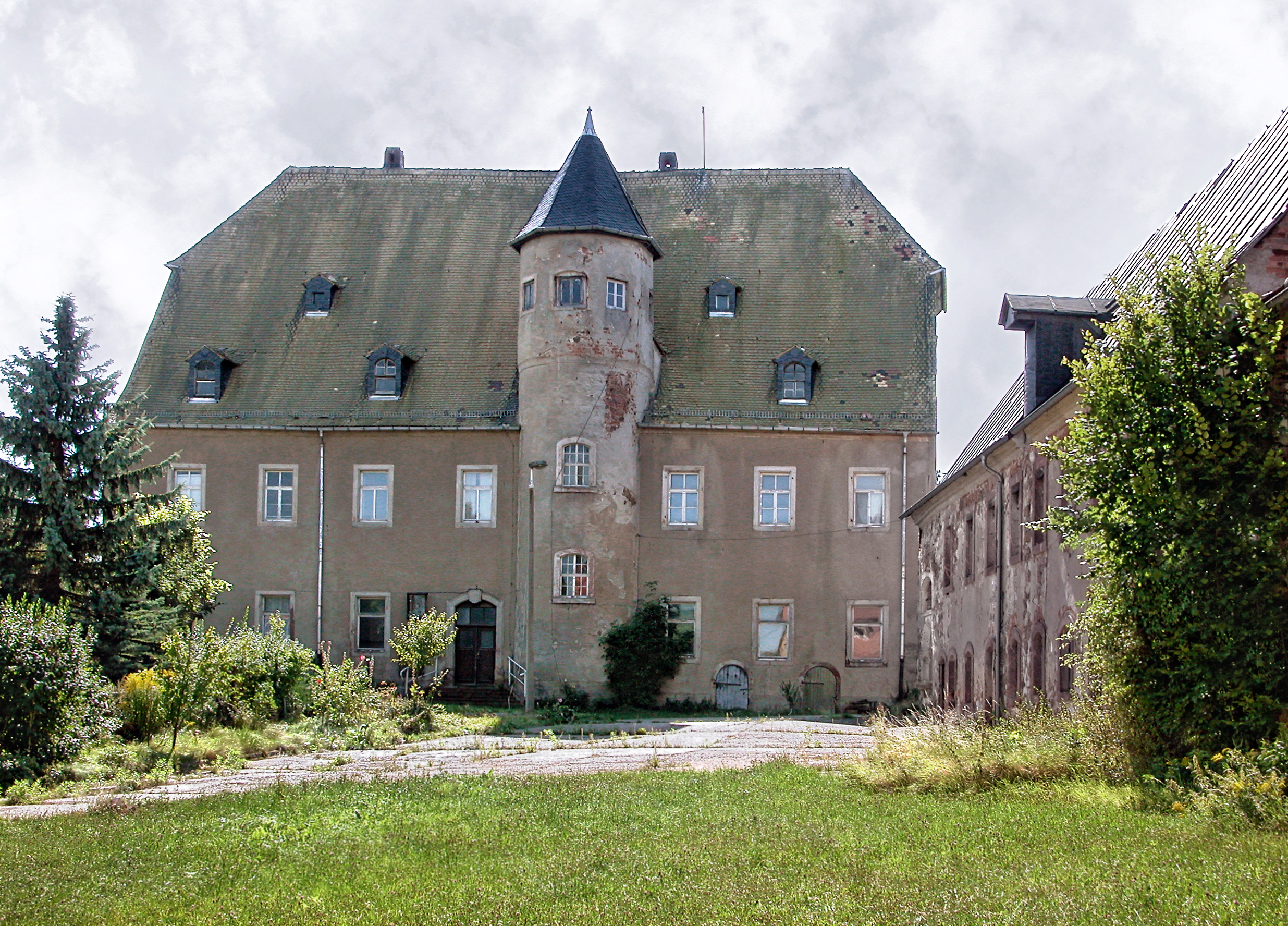
Renaissance-Schloss Syhra von Norden
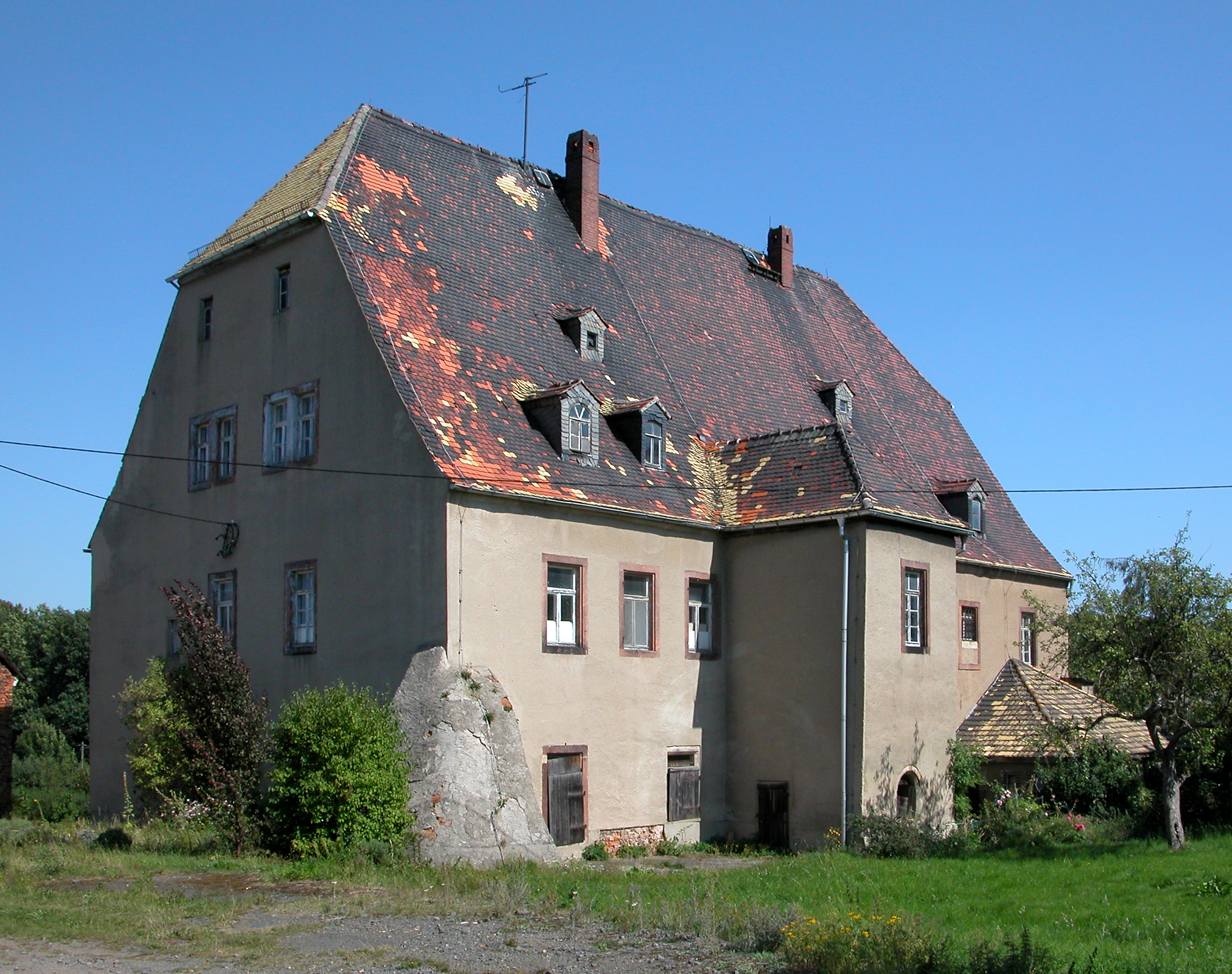
Schloss, Südwest-Ansicht
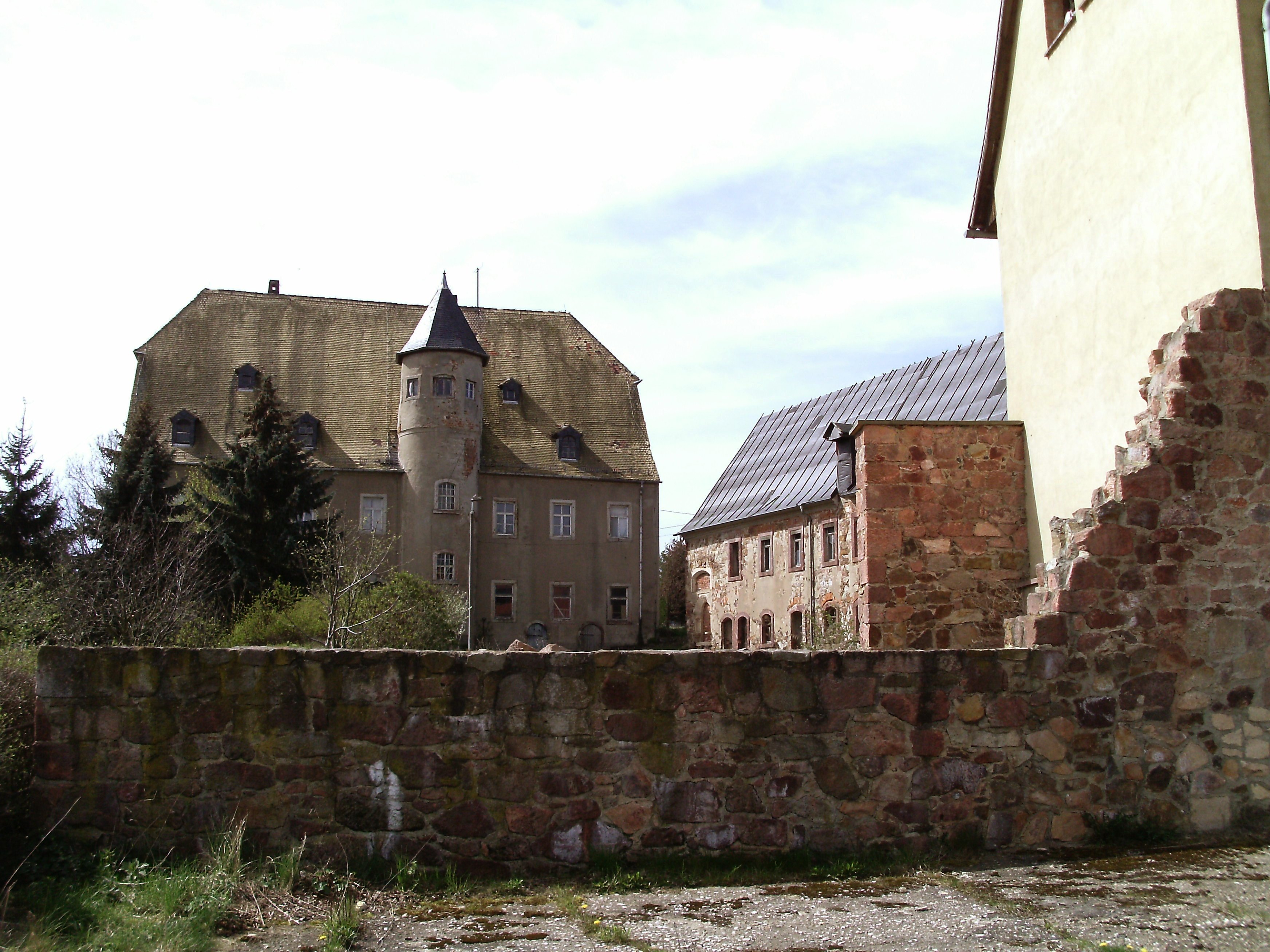
Schloss und Wirtschaftsgebäude
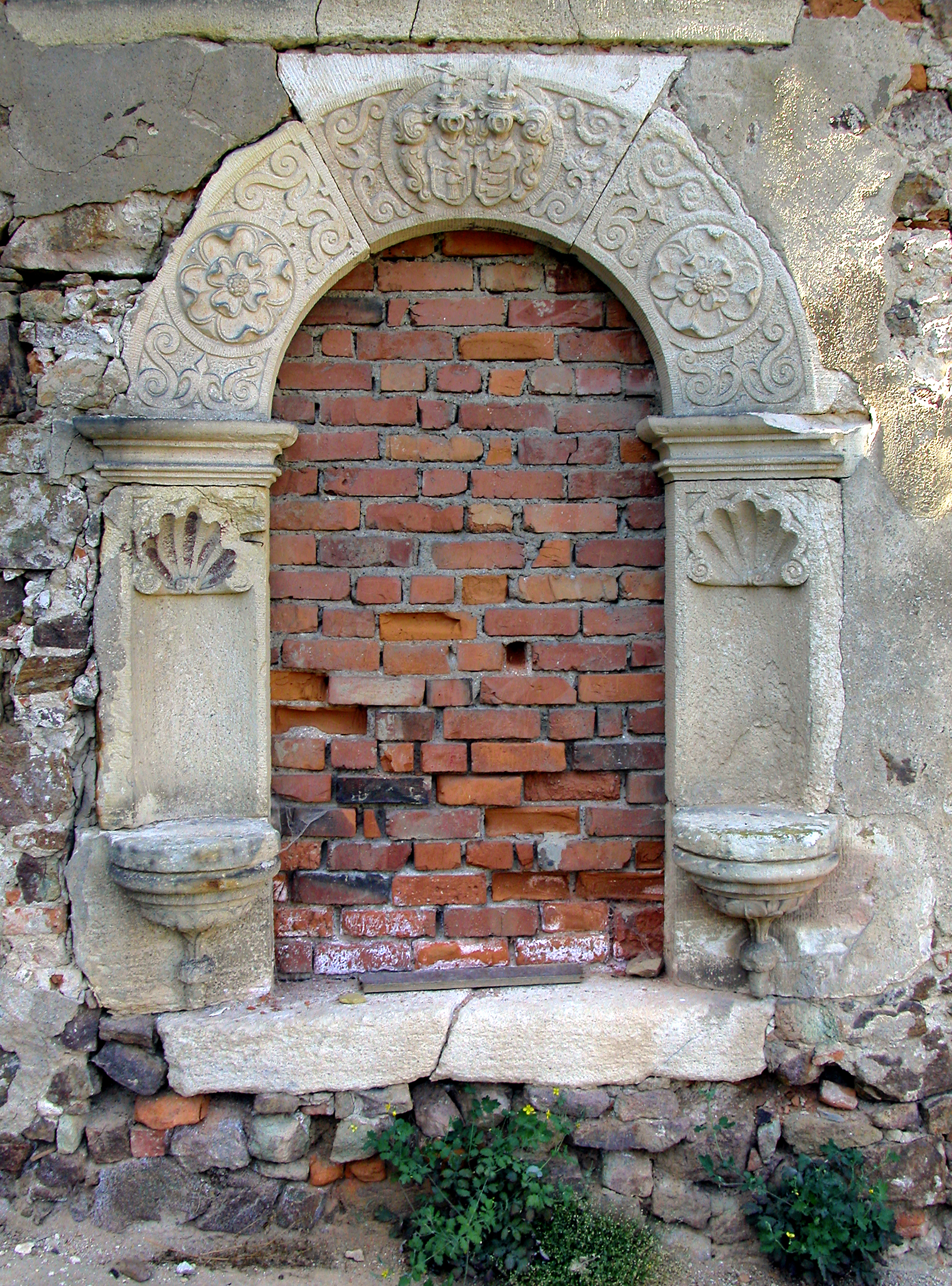
Sitznischenportal mit Allianzwappen am Wirtschaftsgebäude
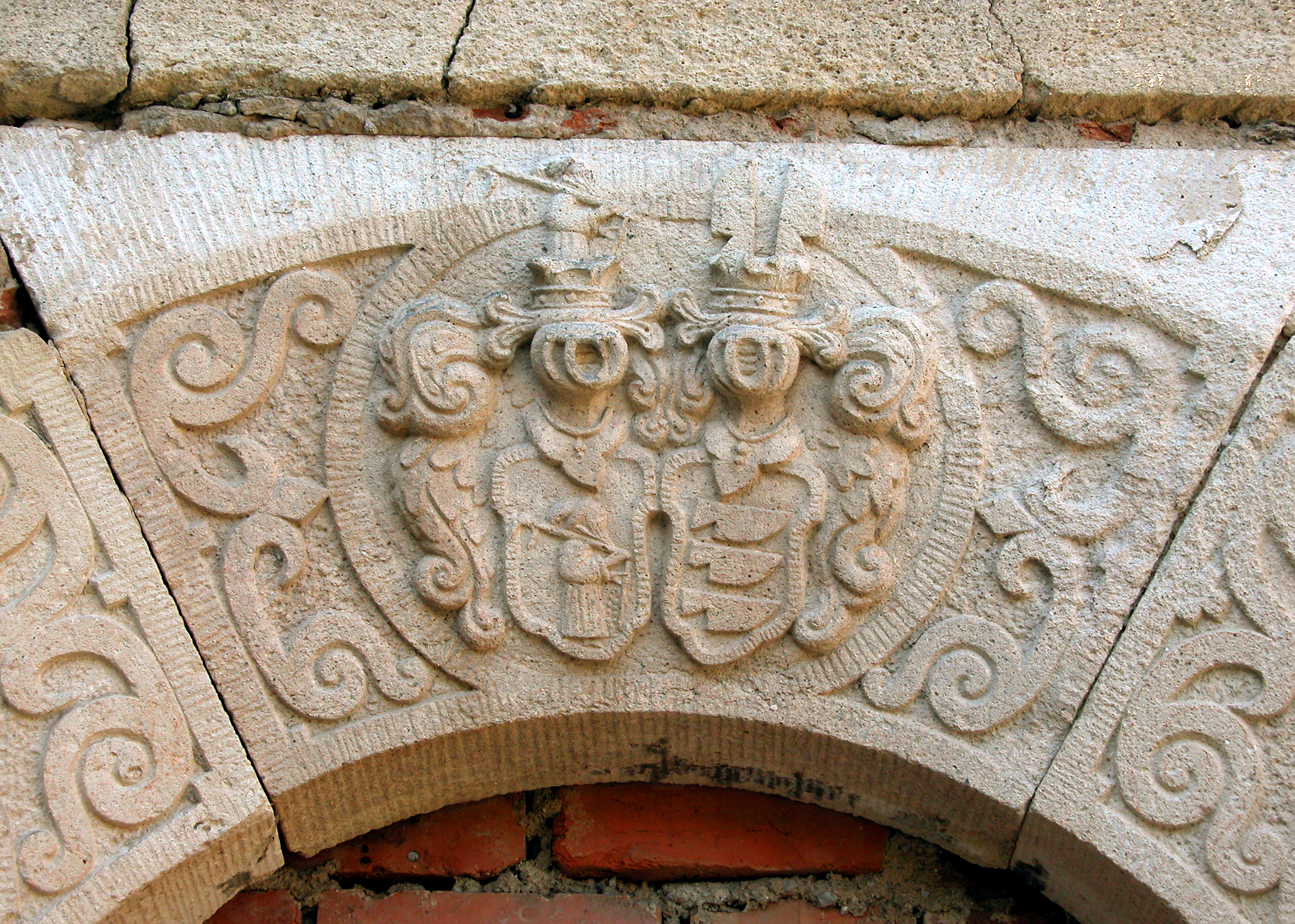
Allianzwappen
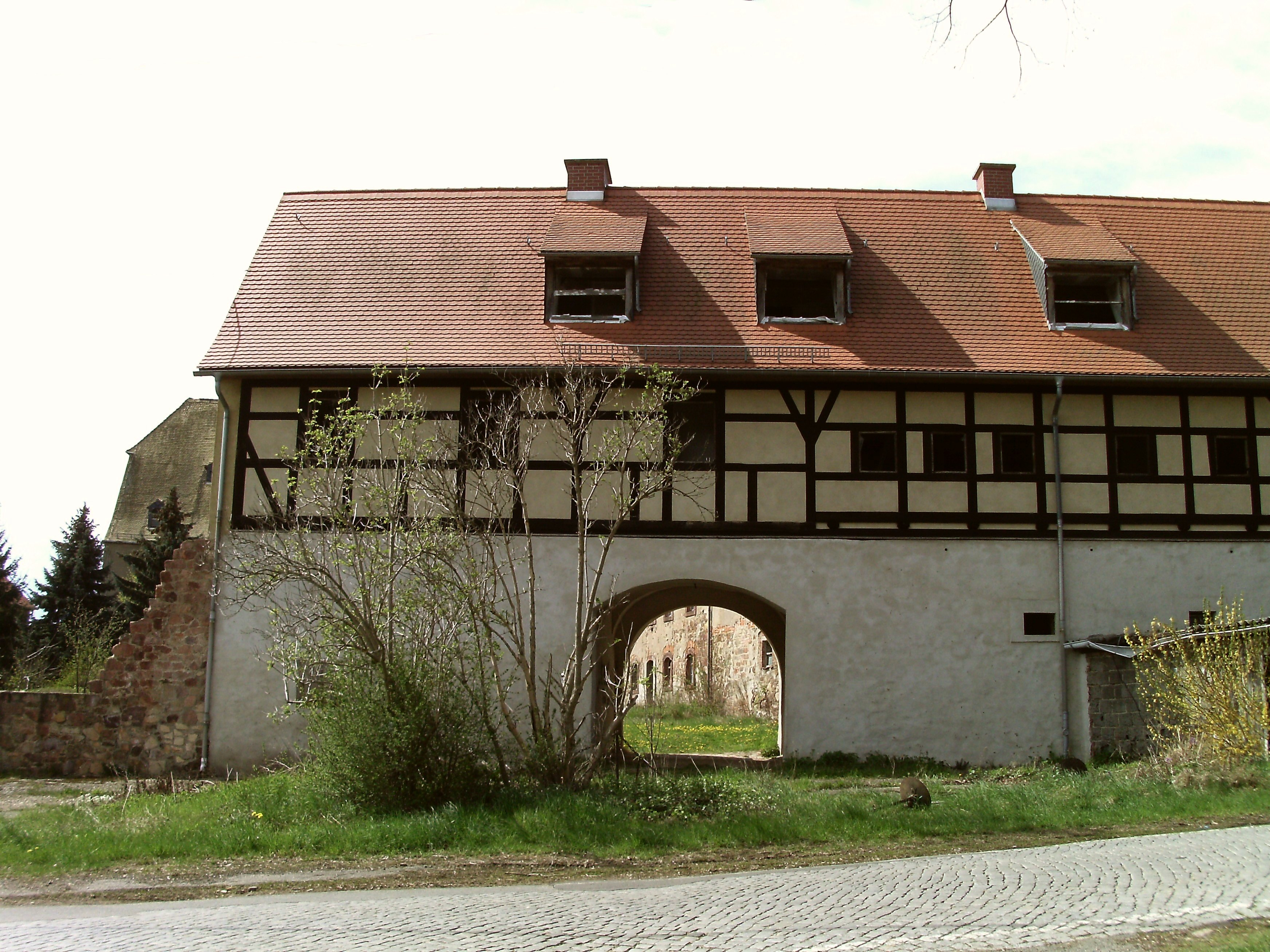
Torhaus, Straßenseite/Nordseite
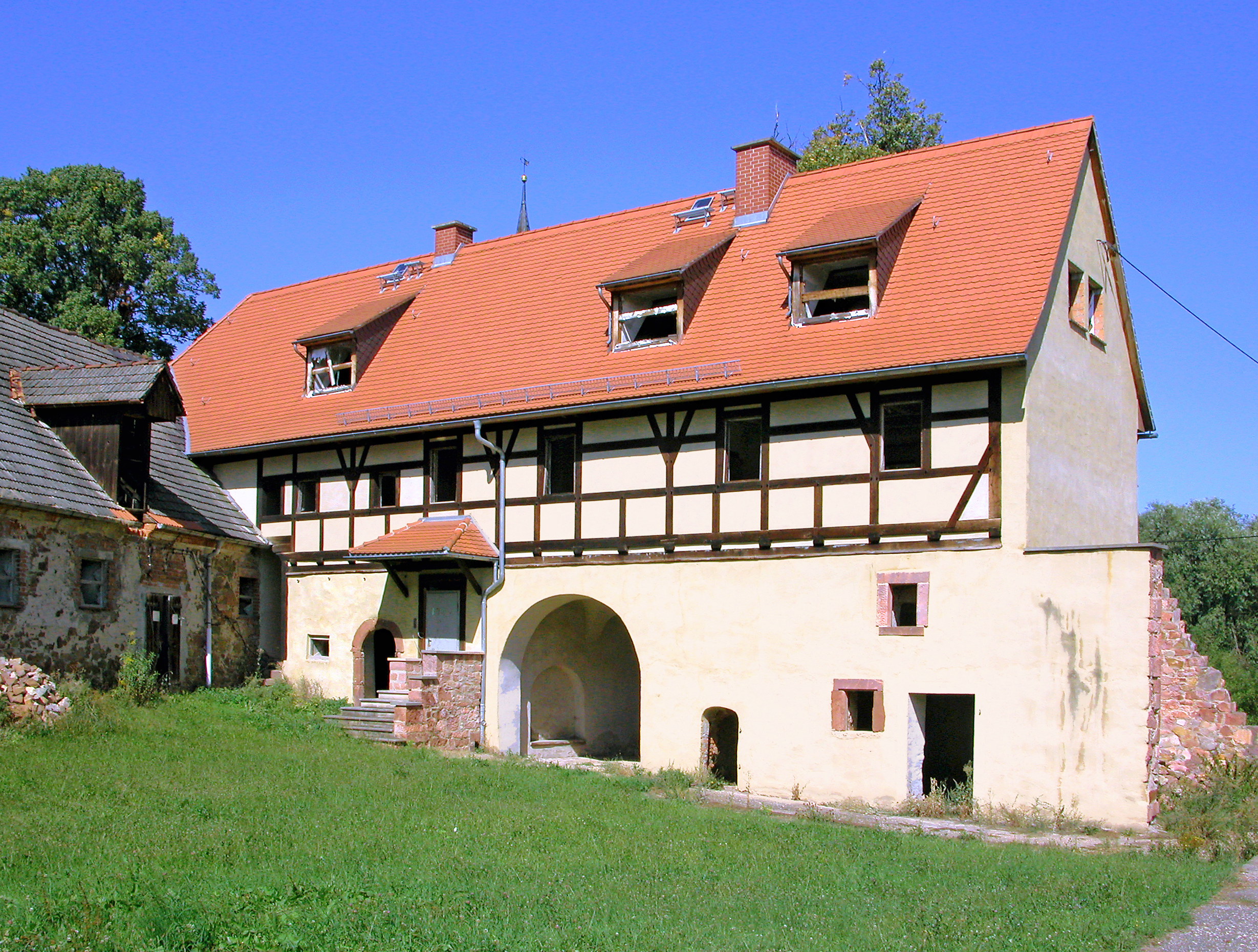
Torhaus, Hofseite/Südseite

## Verkehr
Nördlich von Syhra und Theusdorf kreuzen sich die Bundesautobahn 72 und die Bundesstraße 7 in der Abfahrt „Geithain“.